# Internal Revenue Service

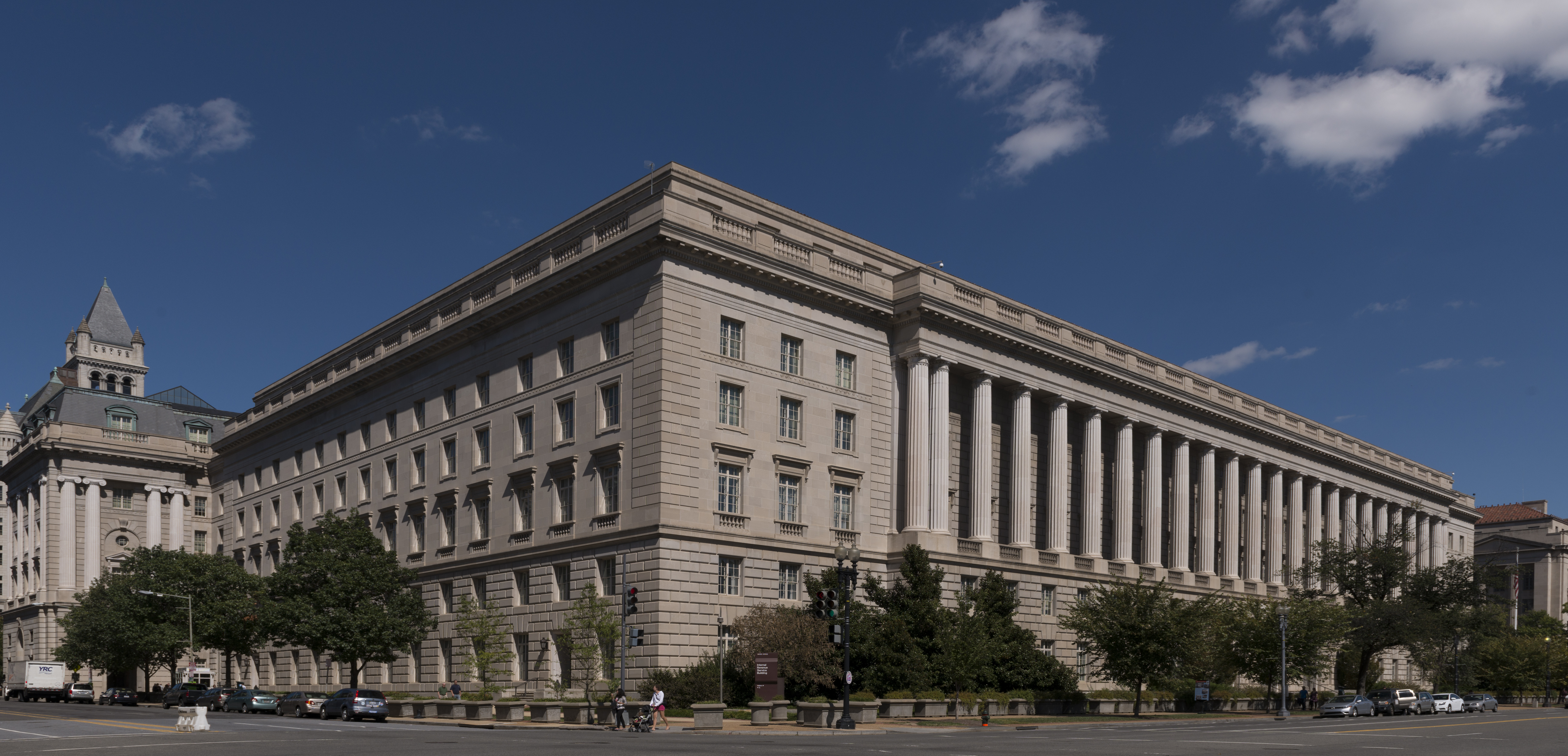
Internal Revenue Service Building in Washington

Der Internal Revenue Service (Abkürzung IRS) ist die Bundessteuerbehörde der Vereinigten Staaten und ist dem Finanzministerium unterstellt. Er wurde 1913 in der Folge der Verabschiedung des 16. Zusatzartikels zur amerikanischen Verfassung gegründet.
Bereits von 1862 bis 1872 hatte unter der Bezeichnung Office of Commissioner of Internal Revenue eine von Abraham Lincoln eingerichtete Vorgängerbehörde auf Bundesebene existiert, mit der die Nordstaaten zuerst den von 1861 bis 1865 dauernden Bürgerkrieg gegen die Südstaaten und danach die Wiedereingliederung der Südstaaten finanziert hatten. Von dieser Vorgängerbehörde leitet der heutige IRS sein offizielles Gründungsdatum ab, obwohl zwischen 1872 und 1913 keine Bundessteuern in den USA erhoben wurden.
Die Aufgabe der Behörde ist die Erhebung aller Bundessteuern sowie Ermittlungen in Steuerstrafsachen und der Forderungseinzug. Der IRS hat 74.454 Mitarbeiter und einen Etat von etwa 11,3 Milliarden US-Dollar (Stand 2019). Behördenleiter ist als Commissioner of Internal Revenue derzeit Charles P. Rettig. Der IRS hat seinen Sitz in Washington, D.C.
Howard Lutnick, Handelsminister im Kabinett Trump II, sagte im Februar 2025: „Trump kündigt den External Revenue Service an, und sein Ziel ist sehr einfach. Sein Ziel ist es, den Internal Revenue Service abzuschaffen und alle Außenstehenden zahlen zu lassen“. Trump hatte zuvor den Aufbau eines „External Revenue Services“ angeordnet, der offenbar mittelfristig den „Internal Revenue Service“ ersetzen soll.

## Geschichte
Im Jahre 1862 wurde durch Präsident Abraham Lincoln und den Kongress die Schaffung einer neuen Behörde beschlossen, die die neu entstandene Einkommensteuer erheben sollte.
Die Behörde, die gegründet wurde, um Steuern zu erheben und durchzusetzen, stellte einen Kontrast zu den weiteren amerikanischen Institutionen dar, da dort immer auf externe steuerliche Einnahmen durch den Staat zugegriffen wurde (z. B. durch Zölle auf Waren, die importiert wurden). Zehn Jahre später wurde die Einkommensteuer wieder aufgehoben.
Im Jahr 1894 wurde durch den Kongress die Einkommensteuer zwar wieder eingeführt, allerdings wurde kurze Zeit darauf vom Obersten Gerichtshof im Fall Pollock v. Farmers’ Loan & Trust Co. entschieden, dass Steuern auf Vermögungszuwächse, Dividenden, Zinsen, Pachten oder Mieten und jegliche Art von Steuern auf Vermögen als direkte Steuer in der vorgesehenen Gestaltung verfassungswidrig seien. Der Kongress hat keine Befugnis, direkte Steuern ohne Berücksichtigung der Bevölkerungsverteilung in den Bundesstaaten zu erheben oder einzuziehen. Als Reaktion auf das Urteil wurde 1913 der 16. Zusatzartikel zur Verfassung verabschiedet, mit dem der Kongress die ausdrückliche Kompetenz erhielt, Steuern auf Einkommen gleich welcher Art ohne Berücksichtigung der Bevölkerungszahlen zu erheben. 1918 wurde, um den Ersten Weltkrieg zu finanzieren, der Spitzensteuersatz auf 77 % angehoben. Im Laufe der Nachkriegsjahre sank der Steuersatz dann wieder auf 24 %, stieg allerdings nochmals während der Weltwirtschaftskrise an.
Bei der Bekämpfung des Organisierten Verbrechens kommt dem IRS eine Schlüsselrolle zu; so gelang es 1930, Al Capone und Frank Nitti, Oberhäupter des sogenannten „Chicago Outfit“, zu belangen. Insbesondere Capone, dem nie ein Mord oder Mordauftrag nachgewiesen werden konnte, wurde auf Grund der Nettowertmethode – das heißt, dass die nachweisbaren Kosten der Lebensführung nicht zu seinen steuerlichen Erklärungen passten – letztendlich zu einer Haft von 11 Jahren verurteilt. Diese Arbeit wird heute durch eine spezielle Steuerfahndungsbehörde des IRS, der „IRS Criminal Investigation Division“ (CI) durchgeführt.
Während des Zweiten Weltkriegs setzte der Kongress eine Notmaßnahme zur Verbesserung des Haushalts durch. Diesbezüglich wurden Lohnauszahlungen zunächst zurückgehalten und vierteljährlich Steuerzahlungen erhoben.
In den 1950ern wurden die Leiter der Steuerbehörde durch professionelle Beschäftigte ersetzt. Zurzeit ist ausschließlich der Leiter der Behörde vom Präsidenten ernannt und vom Senat bestätigt. Die Steuerbehörde wechselte ihren Namen nochmals und heißt seitdem „Internal Revenue Service“. Dabei sollte der Begriff ‚Service‘ eine für den Steuerzahler positive Grundhaltung unterstreichen.
Gleich am Anfang der zweiten Präsidentschaft von Donald Trump verfügte die von Elon Musk geleitete Sonderbehörde DOGE die Entlassung von 7000 – in der Probezeit befindlichen – von insgesamt ca. 100.000 Mitarbeitern. Ziel ist die Reduktion der Mitarbeiterzahl um insgesamt 22.000.

## Organisation
Als Nebenprodukte des IRS und infolge des neuen Umstrukturierungsplans von 1998 agiert die Behörde nun unter den folgenden vier übergeordneten Abteilungen:
- Large & Mid-Size Business (LMSB)
- Small Business / Self-Employed (SB/SE)
- Wage and Investment (W&I)
- Tax Exempt & Government Entities (TE/GE)

Daneben gibt es zur Verfolgung von Steuervergehen (Steuerfahndung):
- IRS Criminal Investigation Division (CI)

## Commissioners of Internal Revenue (Auswahl)
- George S. Boutwell (1862–1863)
- William Orton (1865)
- Columbus Delano (1869–1870)
- Alfred Pleasonton (1871)
- Daniel D. Pratt (1875–1876)
- Green Berry Raum (1876–1883)
- Walter Evans (1883–1885)
- William St. John Forman (1896–1897)
- Nathan B. Scott (1898–1899)
- Daniel C. Roper (1917–1920)
- Guy T. Helvering (1933–1943)
- Robert E. Hannegan (1943–1944)